# Narodowa Armia Wyzwolenia Jugosławii
Narodowa Armia Wyzwolenia Jugosławii (serb.-chorw. Narodnooslobodilačka vojska Jugoslavije, cyrylicą Народноослободилачка војска Југославије, NOVJ) – partyzantka w Jugosławii działająca podczas trwania II wojny światowej. W latach 1941–1945 walczyła przeciwko okupantom niemieckim i włoskim, a także przeciwko chorwackim ustaszom i serbsko-nacjonalistycznym czetnikom.
NOVJ posiadała trzy oficjalne nazewnictwa:
- Ludowowowyzwoleńcze Partyzanckie Oddziały Jugosławii (serb.-chorw. Narodnooslobodilački partizanski odredi Jugoslavije, NOPOJ) – od czerwca 1941 do stycznia 1942
- Ludowowowyzwoleńcza Partyzantka i Ochotnicze Wojsko Jugosławii (Narodnooslobodilačka partizanska i dobrovoljačka vojska Jugoslavije, NOP i DVJ) – od stycznia do listopada 1942
- Wojsko Ludowowyzwoleńcze i Oddziały Partyzanckie Jugosławii (Narodnooslobodilačka vojska i partizanski odredi Jugoslavije, NOV i POJ) – od listopada 1942 do marca 1945

Członkami armii byli obywatele wszystkich republik jugosłowiańskich. W szczytowym okresie armia liczyła 800 tysięcy żołnierzy. Była najbardziej efektywnym ruchem oporu antyfaszystowskiego w okupowanej Europie. Na czele NOVJ stał Związek Komunistów Jugosławii. Głównodowodzącym był Marszałek Jugosławii, Josip Broz ps. „Tito”.
Mottem organizacji było hasło Smrt fašizmu, sloboda narodu! („Śmierć faszyzmowi, wolność ludowi!”). Walczyła o wyzwolenie kraju spod okupacji i odbudowę Jugosławii jako państwa federalnego. W marcu 1945 przeformowana w Jugosłowiańską Armię Ludową.
6 września 1944 r. doszło do pierwszego spotkania NOVJ z Armią Czerwoną na lewym brzegu Dunaju w Serbii. Oddziały titowskie które znalazły się po radzieckiej stronie frontu, po doposażeniu przez ZSRR oraz zwiększeniu liczebności poprzez obowiązkowy pobór, wkrótce przybyły na front by walczyć razem z Armią Czerwoną. Po niemieckiej stronie frontu nadal funkcjonowały tzw. partyzanckie kraje – spore tereny wyzwolone przez partyzantów(z których prowadzono działania partyzanckie). Ostatnie z takich „wysp” istniały jeszcze na początku maja 1945 r., na północy kraju do czasu kapitulacji niemieckiej.

## Cele, podstawowe informacje

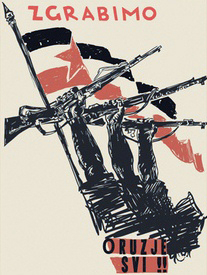
Plakat partyzancki

Pierwszym z dwóch celów NOVJ było wyzwolenie Jugosławii spod okupacji niemieckiej, drugim natomiast utworzenie w Jugosławii federalnego i wielonarodowego państwa socjalistycznego.
NOVJ była militarnym skrzydłem Frontu Wyzwolenia Narodowego kierowanego przez Związek Komunistów Jugosławii. Jedynym źródłem zaopatrzenia były zdobycze na siłach Osi, a od 1944 roku partyzanci zaczęli otrzymywać dostawy broni od Wielkiej Brytanii.
Celem konkurencyjnego ruchu czetników (który według niektórych źródeł pojawił się na kilka tygodni przed NOVJ czy też według innych źródeł już po rozpoczęciu walki zbrojnej przez partyzantów Tity), było utrzymanie monarchii jugosłowiańskiej i zapewnienie „bezpieczeństwa etnicznego” ludności serbskiej, a w końcu utworzenie tzw. Wielkiej Serbii poprzez przeprowadzenie czystek etnicznych na nie-Serbach zamieszkujących tereny zdaniem czetników należące historycznie do Serbii. Relacje między dwoma ruchami były od początku niespokojne jednak od października 1941 roku przerodziły się one w konflikt na pełną skalę. Panetniczna polityka Tity dla czetników wydawała się antyserbska, natomiast czetnicki rojalizm był nie do przyjęcia dla socjalistów.
Czetnicy jako ruch nacjonalistyczny, był ukierunkowany na Serbów i niechętny wobec przedstawicieli innych narodowości. Z drugiej strony NOVJ, odwoływał się do wszystkich Jugosłowian a kwestie ideologiczne grały w nim małą rolę.
Pod koniec 1944 roku łączna siła żołnierzy NOVJ wyniosła 650 000 mężczyzn i kobiet zaangażowanych w konwencjonalne działania wojenne. W kwietniu 1945 roku było już 800 000 żołnierzy.
Według Tity w skład armii partyzanckiej w maju 1944 roku wchodziło: 44% Serbów; 30% Chorwatów; 10% Słoweńców; 5% Czarnogórców; 2,5% Macedończyków i 2,5% bośniackich muzułmanów. Według Encyklopedii Holokaustu wydanej przez United States Holocaust Memorial Museum, partyzantka składała się z Serbów, Chorwatów, Bośniaków, Żydów i Słoweńców.

## Strategia

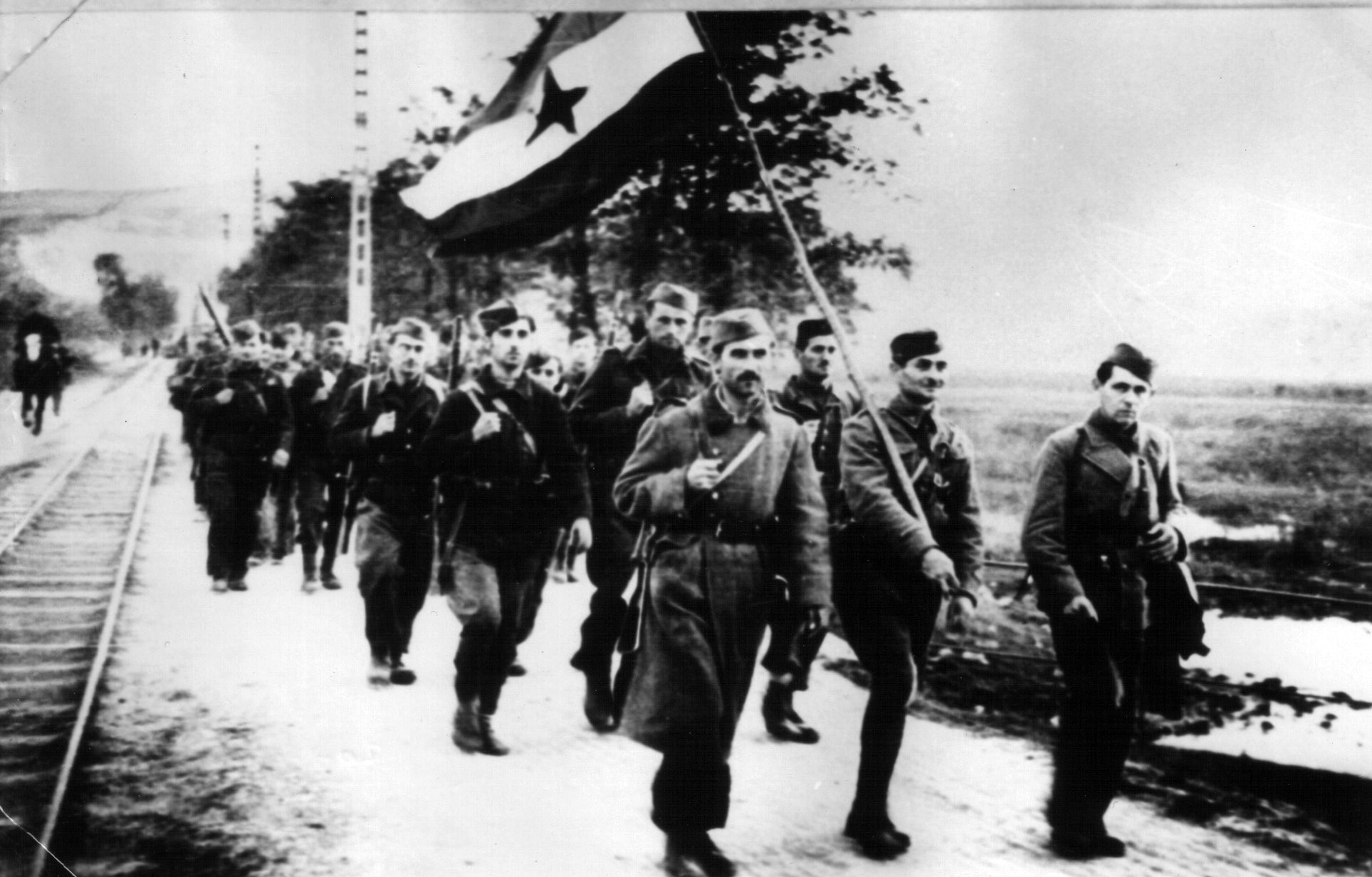
Partyzanci 7. Vojvođanskiej Brygady w wyzwolonym Nowym Sadzie, 23 października 1944

NOVJ łączyła prowadzenie wojny narodowowyzwoleńczej z rewolucją. Taktyka ta zakładała: budowę organów rewolucyjnych na podstawie komitetów narodowowyzwoleńczych; odrzucenie taktyki frontu ludowego (którą prowadziła lub próbowała prowadzić większość partii komunistycznych) – uważano, że taktyka ta prowadzi do porażki (jako przykład podawano porażkę wojsk republikańskich w wojnie domowej w Hiszpanii). Za odrzucenie frontu ludowego partyzanci byli krytykowani przez władze Kominternu.
Na wyzwolonych przez siebie terenach organizowano komitety ludowe, które miały działać jako rządy cywilne. Organem naczelnym była Antyfaszystowska Rada Wyzwolenia Narodowego Jugosławii – AVNOJ, która zebrała się w Bihaciu 26 listopada 1942 roku i w Jajcach 29 listopada 1943 roku. Podczas sesji zostały określone podstawy powojennego federacyjnego państwa jugosłowiańskiego. Prezydentem AVNOJ wybrano Broza. 4 grudnia 1943 roku proklamowano tymczasowy demokratyczny rząd Jugosławii. W Jajcu wybrano 67-osobową „prezydencję” i ustanowiono liczący dziewięć osób Komitet Wyzwolenia Narodowego pełniący funkcję rządu tymczasowego (w skład rządu wchodziło pięciu komunistów). Prezesem Narodowego Komitetu Wyzwolenia został Broz.

## KPJ w przededniu wojny
Przed wojną partia komunistyczna o mało nie podzieliła losu rozbitej przez stalinistów Komunistycznej Partii Polski. Partii groziła czystka wśród liderów i rozwiązanie. Sam Tito był oskarżany (bezpodstawnie) o trockizm, a nawet współpracę z Gestapo i jugosłowiańskimi służbami bezpieczeństwa. W obliczu możliwego zniszczenia partii, KPJ przyjęła stalinowski kurs ideologiczny pod wodzą Tito.
Jeszcze w 1937 w czasie „czystki” w ZSRR, stalinowskie służby zabiły w Moskwie sekretarza generalnego KPJ Milana Gorkicia, którego oskarżono o trockizm i zdradę, a stanowisko po nim objął Tito.
Tito powrócił do kraju po latach przebywania w ZSRR (gdzie skrył się przed represjami rządowymi) jako „Towarzysz Walter” do Jugosławii. Jako sekretarz generalny krytykował faszystowskie Włochy i nazistowskie Niemcy. W maju 1938 roku Tito utworzył Tymczasowe Kierownictwo KP Jugosławii (już na terenie kraju).
W chwili wybuchu wojny i inwazji niemieckiej na Polskę rząd królewski nie uznawał Adolfa Hitlera za zagrożenie dla Jugosławii. Rząd deklarował nawet, że nie stanowi on zagrożenia dla granic Jugosławii. Przeciwnego zdania był Tito, który trafnie przewidywał, że Hitler będzie kontynuował tradycyjną politykę Drang nach Osten (parcia na wschód) cesarzy Niemiec.
Na jesieni odbyła się V Krajowa Konferencja KP Jugosławii. Po raz pierwszy w historii partii odrzucono na niej wytyczne pochodzące z Międzynarodówki Komunistycznej, która poleciła partii jugosłowiańskiej skupienie się na walce klasowej, podczas gdy kierownictwo partii z Titem uważało, że głównym przeciwnikiem jest faszyzm.
Gdy rząd przyłączył się do bloku Osi, w kraju wybuchły ogólnokrajowe protesty społeczne, a mieszkańcy uznali to za zdradę. W KPJ zwołano KC i wydano odezwę do mieszkańców, w której wezwano do ochrony niezależności Jugosławii i zawarcia sojuszu ze Związkiem Radzieckim (ten na skutek paktu Ribbentrop-Mołotow był obojętny wobec poczynań Niemiec). Protesty doprowadziły do chaosu, w wyniku którego Hitler nakazał zbrojną agresję na Jugosławię.

## Działalność NOVJ według regionów

### Bośnia i Hercegowina

Flaga ruchu oporu z Bośni i Hercegowiny

Aż do początku 1942 roku w Bośni i Hercegowinie działali niemal wyłącznie partyzanci serbscy ściśle współpracujący z czetnikami, niektóre oddziały we wschodniej, zachodniej Bośni i Hercegowinie odmówiły nawet przyjmowania do swoich szeregów Muzułmanów. Takie postępowanie było dla wielu Muzułmanów sygnałem, że między czetnikami a partyzantami zachodzi jedynie niewielka różnica. Jeszcze na początku wojny na niektórych obszarach partyzantom udało się jednak przyciągnąć zarówno Muzułmanów i Chorwatów, nastąpiło to zwłaszcza w obszarze Kozara w górskich rejonach północno-zachodniej Bośni i w pobliżu Sarajewa. W obszarze Kozara, Muzułmanie i Chorwaci składali się pod koniec 1941 roku na 25% sił partyzanckich.
Według Hoare’a, pod koniec 1943 roku, 70% partyzantów było Serbami, podczas gdy 30% było Muzułmanami i Chorwatami. W ciągu całej wojny w szeregach partyzanckich działało 64,1% bośniackich Serbów, 23% Muzułmanów i 8,8% Chorwatów.

### Chorwacja

Flaga używana przez partyzantów z Chorwacji

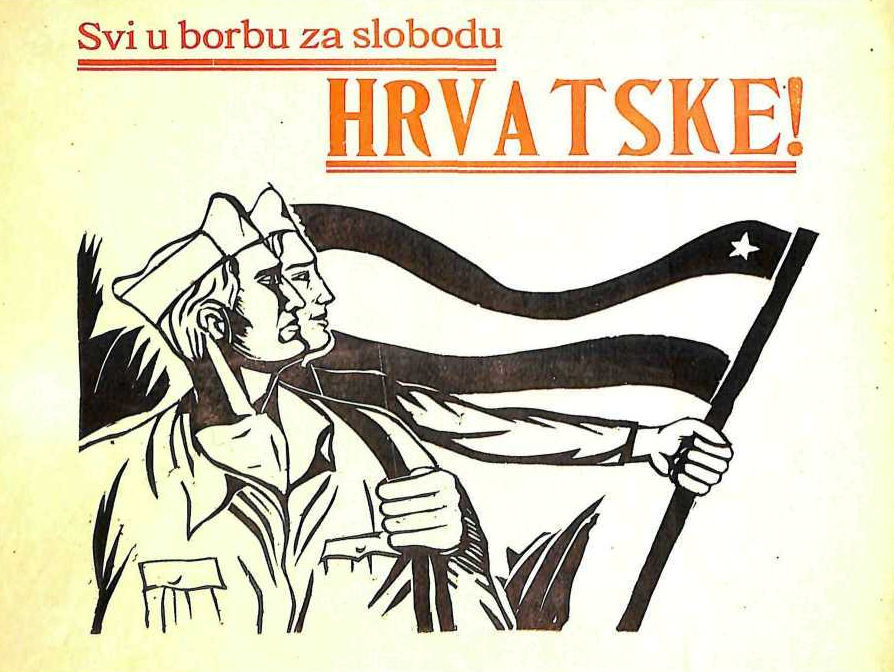
Chorwacki plakat wzywający do walki z okupantem

Większość żołnierzy NOVJ w Chorwacji było narodowości chorwackiej. Pod koniec 1944 roku wedle statystyk 61% partyzantów było Chorwatami (w tym większość żołnierzy pochodzących z tego kraju) podczas gdy 28% było Serbami. Co prawda jeszcze na przełomie 1941/42 większość partyzantów w Chorwacji było Serbami – sytuacja ta zmieniła się w październiku 1943 roku, wówczas Chorwaci objęli większość. Było to spowodowane m.in. przystąpieniem do partyzantki chadeckiej Chorwackiej Partii Chłopskiej Božidara Magovaca w czerwcu 1943 roku. Armia była ewenementem w całej Europie jeśli chodzi o udział w niej Żydów, który był rekordowy w skali całej Europy.
Na początku 1943 roku powołano ZAVNOH, czyli Krajową Radę Antyfaszystowską Wyzwolenia Ludu Chorwacji. ZAVNOH pełniła rolę parlamentu i był jedną w swoim rodzaju instytucją w okupowanej Europie. W czasie wojny odbył się trzy sesje plenarne rady. Na czwartej i ostatniej sesji, która odbyła się w dniach 24–25 lipca 1945 roku w Zagrzebiu, ZAVNOH przeorganizował się w chorwacki parlament zwany jako Sabor.
Według Golsteina, wśród chorwackich partyzantów pod koniec 1941 roku znalazło się około 77% Serbów i 21,5% Chorwatów oraz przedstawicieli innych narodowości. Procent Chorwatów w oddziałach wzrósł do 32% w sierpniu 1942, we wrześniu 1943 roku już do 34%, a po kapitulacji Włoch gwałtownie wzrósł. Pod koniec 1944 roku wskaźnik Chorwatów wyniósł już 60,4% podczas gdy Serbów ledwie 11%.
W 1944 roku w ruchu partyzanckim było 60,4% Chorwatów, Serbów 28,6%, 2,8% Muzułmanów i 8,2% innych. Podsumowując w latach 1941–1945, Chorwatów było 61%, Serbów 28%, oprócz tego do armii należeli Słoweńcy, Muzułmanie, Czarnogórcy, Włosi, Węgrzy, Czesi, Żydzi czy nawet volksdeutsche.

### Słowenia

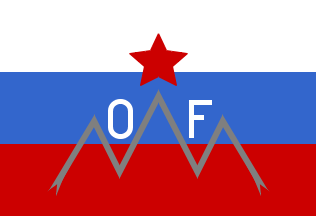
Flaga Frontu Wyzwolenia Ludu Słoweńskiego

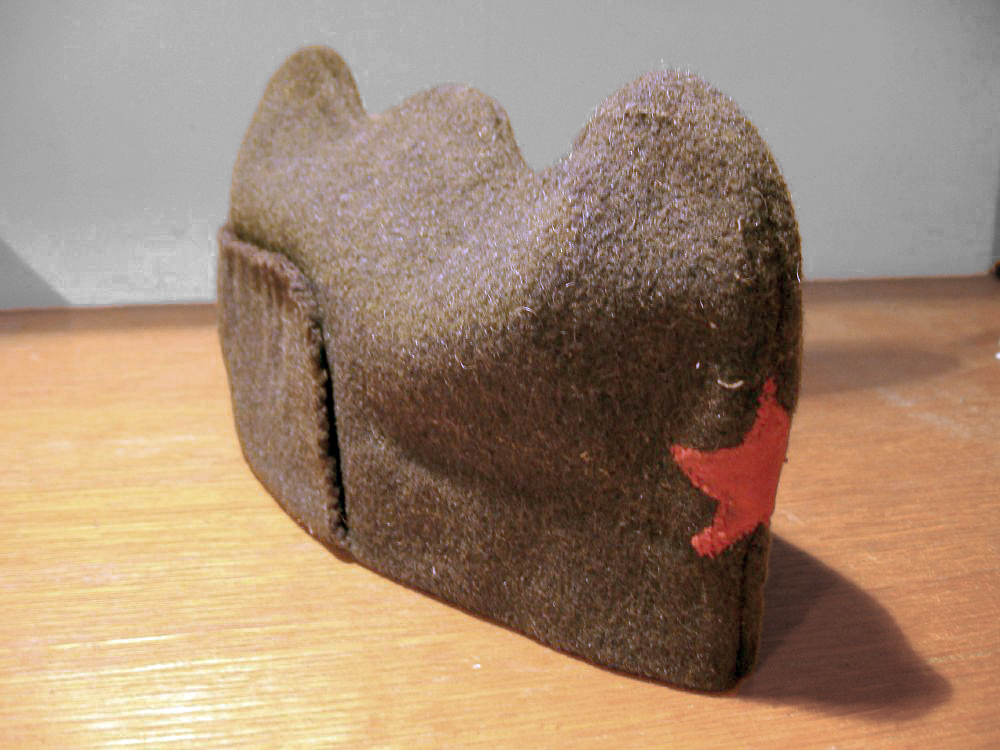
Czapka noszona przez słoweńskich partyzantów

Słowenia znalazła się w skali Europy w wyjątkowej sytuacji, podobne doświadczenia łączą ją jedynie z Grecją. Kraj został podzielony przez sąsiednie kraje faszystowskie, Włochy, Węgry i Niemcy. Zagrożone zostało samo istnienie narodu słoweńskiego. W obliczu tak trudnej sytuacji słoweński ruch partyzancki był jeszcze bardziej rozbudowany od tego w Chorwacji i Serbii. Ruch kładł nacisk na obronę tożsamości etnicznej, np. oddziały wojskowe był nazywane na cześć słoweńskich poetów czy pisarzy – jeden z batalionów nosił imię Ivana Cankara.
Na początku jednak siły partyzanckie były niewielkie i słabo uzbrojone. Wśród partyzantów znaleźli się jednak weterani hiszpańskiej wojny domowej, z których wielu miało duże doświadczenie w taktyce wojny partyzanckiej.
Partyzanci stanowili militarne ramię Frontu Wyzwolenia Narodu, antyfaszystowskiej platformy ruchu oporu powstałej w dniu 26 kwietnia 1941 roku w Lublanie. Front składał się pierwotnie z wielu członków grup politycznych – głównie o charakterze lewicowym – z czego najbardziej zauważalni byli chrześcijańscy socjaliści i partia komunistyczna. Już w trakcie wojny wpływy Komunistycznej Partii Słowenii zaczęły rosnąć a jej przewaga została oficjalnie usankcjonowana w Deklaracji Dolomiti z dnia 1 marca 1943 roku. Część członków Frontu Wyzwolenia i partyzantów było dawnymi członkami antywłoskiego ruchu oporu TIGR.
Działalność partyzancka rozpoczęła się już w pierwszym roku wojny i była niezależna od partyzantów Tity na południu. Tito po raz pierwszy próbował objąć kontrolę nad tamtejszym ruchem oporu w jesieni 1942 roku. Tito wysłał na negocjacje do Słowenii, Arso Jovanovića, misja zakończyła się bez powodzenia w kwietniu 1943 roku. Do formalnego połączenia z NOVJ doszło w 1944 roku.
Przedstawiciele wszystkich grup politycznych Frontu Wyzwolenia uczestniczyli w Najwyższym Plenum Frontu Wyzwolenia. Plenum działało do 3 października 1943 roku gdy w trakcie Zgromadzenia Delegatów Narodu Słoweńskiego w Kočevje, powołano wówczas Komitet Wyzwolenia Narodowego Słowenii pełniący najważniejszy organ wykonawczy kraju. Niektórzy uważają, że Komitet Wyzwolenia był pierwszym historycznym słoweńskim parlamentem. 19 lutego 1944 roku Komitet przekształcono w Krajową Radę Wyzwolenia Słoweńskiego.
W grudniu 1943 roku partyzanci utworzyli Szpital Partyzancki Franja zbudowany zaledwie kilka godzin drogi z Austrii i centralnej części Niemiec. Ponadto nadawali własny program radiowy Radio Kričač, którego lokalizacja nigdy nie stała się znana siłom okupacyjnym (choć okupanci konfiskowali miejscowej ludności anteny odbiorcze).
Słoweńscy partyzanci zachowali odrębną od NOVJ strukturę organizacyjną i język słoweński jako język komendanta armii. Zmieniono to dopiero w ostatnich miesiącach przed wyzwoleniem kraju. Od 1942 do 1944 partyzanci nosili tzw. czapki trygławki, które następnie zastąpiono tzw. titówkami. W marcu 1945 roku doszło do oficjalnego połączenia oddziałów partyzanckich z armią jugosłowiańską.

## Historia walk z Niemcami

### Organizowanie ruchu oporu
W kwietniu 1941 roku połączone oddziały Niemiec, Włoch i Węgier zaatakowały Jugosławię. 10 kwietnia powstało marionetkowe Niepodległe Państwo Chorwackie z faszystowskimi ustaszami na czele. KPJ zaraz po ataku utworzyła Komitet Wojskowy działający w ramach KC partii.
Jugosławia skapitulowała 17 kwietnia, 28 kwietnia w Lublanie rozpoczęły się przygotowania do formowania oddziałów zbrojnych. 1 maja opublikowano ulotkę wzywającą do zjednoczenia się przeciwko okupantom. Miesiąc później KC mianował Broza na naczelnego dowódcę armii partyzanckiej a komuniści rozpoczęli przygotowania do ogólnonarodowego powstania. KPJ opracowała Plan Walki Narodowowyzwoleńczej, a lider partii przedostał się do Belgradu skąd dowodził ruchem oporu.
Komunistów ożywił atak Niemiec na ZSRR. Entuzjasta walki zbrojnej Milovan Đilas zapowiedział, że już za dwa miesiące Armia Czerwona wkroczy do Jugosławii, z kolei Aleksandar Ranković uznał, że atak na tenże kraj tylko osłabił morale krajowych komunistów. KC ostatecznie wydała komunikat wzywający do powstania, analogicznie apel wydała organizacja młodzieżowa SKOJ (licząca wtedy 30 tysięcy członków). Jeszcze w tym miesiącu powołano Główny Sztab Narodowowyzwoleńczych Partyzanckich Oddziałów Jugosławii w składzie członków KC KPJ. Członkowie GS rozdzielili się i każdy z nich wyruszył w inną część kraju.
22 czerwca 1941 w lesie Brezovica koło Sisaku w Chorwacji założony został pierwszy oddział partyzancki. Była to pierwsza antyfaszystowska formacja nie tylko w Chorwacji, lecz na terenie całej Jugosławii i Bałkanów.
Do powstania wezwano 4 lipca wówczas na znak rozpalono ogniska co według prasłowiańskiego zwyczaju było wezwaniem do wojny. Już 13 lipca odbyło się powstanie w Czarnogórze i w ciągu kilku dni kraj został wyzwolony a Włosi kontrolowali już tylko kilka miejscowości. Dziewięć dni później wybuchło powstania w Słowenii, 27 w Chorwacji oraz w Bośni i Hercegowinie, najpóźniej bo 11 października w Macedonii.
Największym sukcesem i punktem przełomowym w wojnie z okupantem była bitwa nad Sutjeską.

### Powstanie i upadek Republiki Užickiej

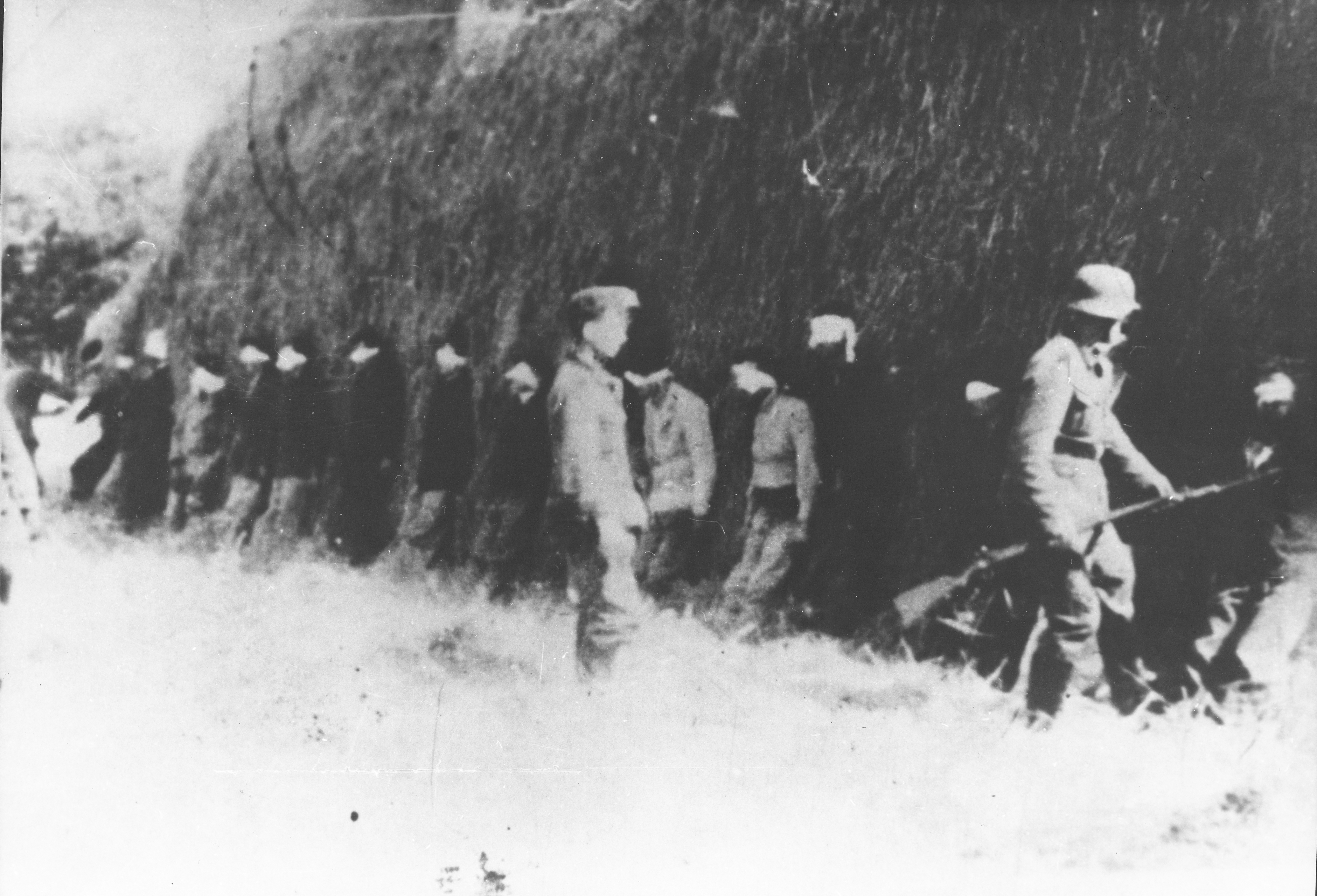
Młodzi partyzanci prowadzeni przez Niemców na rozstrzelanie. Smederevska Palanka w Serbii.

We wrześniu oddziały armii wyzwoleńczej wyzwoliły pierwsze tereny w Serbii. Wyzwolone zostały rejony Šabaca i Užice. Partyzanci powołali na tych obszarach Republikę Užičką gdzie przenieśli swój Główny Sztab. 26–27 września odbyła się narada dowódców powstań ze Słowenii, Hercegowiny, Chorwacji i Bośni. Na spotkaniu podjęto decyzję o zmiany nazwy Głównego Sztabu na Naczelny Sztab i o reorganizacji ruchu oporu, odtąd Sztab stał się kierownictwem wojskowym i politycznym NOVJ. Na obszary republiki przybyły całe rzeszy uchodźców w tym dzieci, osoby starsze i kobiety. Z mężczyzn przybyłych na ten teren po przeszkoleniu wojskowym utworzono oddziały. Wraz z uchodźcami pojawiły się samozwańcze bandy zwalczane przez NOVJ, których działania były wykorzystywane w propagandzie niemieckiej w celu dyskredytacji ruchu oporu.
Na wyzwolonym terenie powołano komitety narodowowyzwoleńcze, otwierały one szkoły, roznosiły broń i żywność, budowały szpitale polowe i przygarniały sieroty po zabitych partyzantach. Niemcy przystąpili do kontrofensywy, na Bałkany sprowadzono dywizje z obszaru Grecji, Francji, ZSRR oraz kolaborantów – ustaszy, czetników, nediczowców i domobranów. Mimo represji, siły ruchu oporu ciągle rosły i pod koniec 1941 partyzantka liczyła już 80 tysięcy żołnierzy, walcząc przeciwko 400 tysiącom żołnierzy państw Osi.
W przededniu ofensywy, Tito zaproponował czetnikom pokaźne liczby broni wyprodukowane w fabryce w Užicach. Rozmowy zatrzymał atak na republikę. Z Užic ewakuowano fabryki, magazyn broni czy dokumentację sztabową. Z terenów „republiki” ewakuowano rannych i chorych oraz wywieziono z niej zapasy żywności i leków. Pokaźne sumy pieniężne partyzantów, 55 milionów dinarów spakowano w 103 worki, które ukryto.
Josip Broz opuścił miasto w obliczu nieuchronnej porażki broniących go wojsk. Wraz z częścią oddziałów wycofał się do Zlatiboru. Na miejscowość szybko zaczęli nacierać Niemcy, zostali odparci a Tito wycofał się do Čajetiny po drodze przyjmując do oddziału ponad trzydziestu żołnierzy, którym udało się wycofać.
Obrona miasta nie została doceniona w mediach aliantów zachodnich, zamiast tego w radiu nadawano komunikaty o działaniach czetników działających na o wiele mniejszą skalę.

### Igmański Marsz

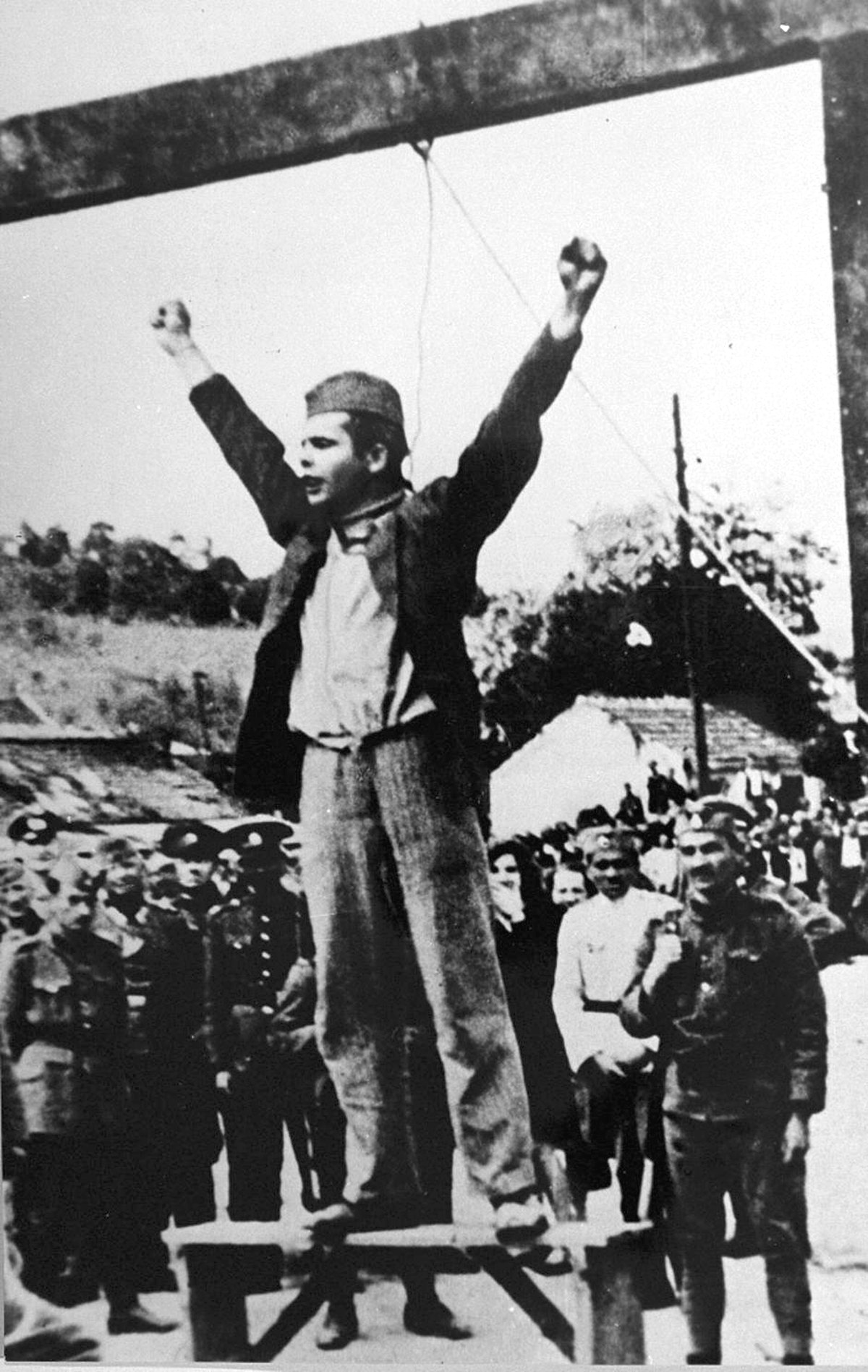
Partyzant Stjepan Filipović. Chwilę przed śmiercią na szubienicy fotograf uchwycił Stjepana krzyczącego „Śmierć faszystom, wolność ludowi!”. Zawołanie to stało się hasłem jugosłowiańskiej koalicji antyfaszystowskiej.

Po upadku republiki zarządzono pobór do partyzantki a NVOJ zaczął osiągać zwycięstwa w kolejnych kampaniach partyzanckich oraz stopniowo wyzwalał terytorium Jugosławii. Działania partyzantów sprowokowały Niemców do zemsty na cywilach w postaci masowych mordów (śmierć każdego żołnierza niemieckiego skutkowała zamordowaniem 100 cywilów, za każdego rannego ginęło ich 50). Od 21 grudnia 1941 roku partyzanci zaczęli tworzyć pierwsze Brygady, pierwszą z nich była Pierwsza Brygada Proletariacka na czele z Kocą Popoviciem. Brygada ta wygrała pierwszą bitwę już cztery dni po założeniu. Żołnierze Brygady pokonali i rozbili trzy kolumny wojsk włoskich i jedną czetnicką koło miasta Rudo. Rozbicie kolumn zniszczyło efekty propagandy hitlerowskiej i czetnickiej, według której po zniszczeniu republiki, siły partyzanckie na terenie Serbii miały zostać w całości zlikwidowane.
Brygada przekroczyła tereny Bośni. Przeciwko Brygadzie, okupanci posłali własne oddziały oraz ustaszy, czetników i domobranów. Ofensywa trwała w dniach 17–23 stycznia 1942. Brygada podzieliła się na dwie grupy – jedna przedostała się do Jahoriny a druga do Trnovy.
Broz wziął osobisty udział w marszu zwanym „Igmańskim Marszem” – na skutek trudnych warunków pogodowych wielu z uczestników marszu zginęło, temperatura spadła do -32 stopni Celsjusza. Partyzanci ukryli się w lasach Igmanu. Żołnierze Batalionu Pierwszej Brygady Proletariackiej wraz z grupami żołnierzy czarnogórskiej wyzwolili miasta Foča i Čajniče. Było to kolejne z wyzwolonych terenów. Szybko na nowe tereny przybyły fale uciekinierów. Oddział przemaszerował do Ćajnińcy.
1 marca 1942 roku utworzono Drugą Proletariacką Brygadę Szturmową. Do wojsk partyzantów dołączyło 2000 Żydów uratowanych przed zagładą.
Naczelny Sztab Narodowowyzwoleńczych Partyzanckich Oddziałów Jugosławii zreorganizowano w Naczelny Sztab Narodowowyzwoleńczych Wojsk i Ochotniczych Wojsk Jugosławii. Na początku wiosny utworzono nowe oddziały, wielu świeżych rekrutów wywodziło się z ruchu czetnickiego szarganego falami dezercji. Utworzone Ochotnicze Wojska Jugosławii.
Pod koniec marca doszło do trzeciej wrogiej ofensywy. Partyzanci uciekając przed ofensywą wycofali się w kierunku Czarnogóry. Nową bazę założyli w Tjentište-Kalinovnik.
Ciężkie boje toczono również w Dalmacji i w Słowenii. Szczególnie krwawa bitwa rozegrała się w górach Kozara (gdzie działało wolne terytorium). Do ofensywy antypartyzanckiej przeciwko obrońcom Kozary ruszyło 70 tysięcy żołnierzy Osi, podczas gdy partyzantów było zaledwie cztery tysiące a bronili oni aż 100 tysięcy cywilów. 20 tysięcy osób ewakuowało się, duża część zginęła natomiast w wyniku pacyfikacji hitlerowskiej i po wywózkach do niemieckich obozów śmierci.

### Po zakończeniu marszu
Po zakończeniu marszu wyzwolono kolejne obszary aż do wybrzeża. Bazę przeniesiono do miejscowości Bihać. Na wolnych terenach sięgających już 1/5 całości kraju NOVJ przeprowadziła wybory samorządowe.
W 1942 utworzono dywizje i korpusy. W czerwcu tego roku utworzono III, IV i V Brygadę Proletariacką działające w Czarnogórze i Sandżaku. Oddziały działały już na terenie całej Jugosławii. Wyzwolili duże obszary Bośni oraz Hercegowiny.
1 listopada utworzono Narodowowyzwoleńcze Wojska Jugosławii, od tego czasu oddziały zaczęły być postrzegane jako regularna armia. 26–27 na spotkaniu delegacji partyzanckich w Bihaću utworzono rząd tymczasowy, Antyfaszystowską Radę Wyzwolenia Narodowego Jugosławii. Przeciwko temu zaprotestował ZSRR, który przez Komintern oznajmił partyzantom iż mają „nie tworzyć niczego, co byłoby przeciwstawne emigracyjnemu rządowi w Londynie”.
W grudniu wojska NOVJ liczyły 150 tysięcy żołnierzy. Walczyli oni przeciwko 930 tysiącom żołnierzy okupantów.
Na początku zimy 1943 roku po raz kolejny Niemcy zorganizowali ofensywę antypartyzancką. Akcji nadano kryptonim „Weiss” („Biały”). Tym razem przeciwko NVOJ wysłanych zostało 130 tysięcy żołnierzy niemieckich. Ofensywa miała trwać do marca, lecz na skutek walk przedłużyła się do kwietnia. Celem hitlerowców było zlikwidowanie Republiki Bihaćkej, a także komórek konspiracyjnych w Chorwacji.
Działania IV ofensywy rozpoczęły się w Kordunie. Z terenów Chorwacji do Bośni uciekło około 80 tysięcy osób. Już po pierwszym uderzeniu Niemcy wkroczyli na obszar Bośni. Przeciwko wojskom niemieckim w Bośni stanęło 20 tysięcy partyzantów. Naczelny Sztab podjął decyzję o ewakuacji partyzantów w kierunku Neretwy. Wraz z wojskami ewakuowany został Centralny Szpital, w którym przebywało wówczas cztery tysięcy osób. Ewakuację uniemożliwiały wojska czetników. Na prawym brzegu czetnicy wystawili przeciwko uciekającym partyzantom liczącą 18 tysięcy partyzantów armię czetnicką. Otoczeni przez Niemców, Włochów i czetników, partyzanci zdecydowali się na uderzenia na wojska włoskie. W starciach z Włochami udało się im zdobyć broń maszynową i artylerię oraz autobus, który posłużył ewakuacji szpitala.
Do starć doszło w dolinie Neretwy i Ramy. Partyzanci użyli haubic 120 mm. Na pomoc wycofującym się hitlerowcom stanęli czetnicy. Partyzanci chcąc odciąć czetników wysadzili w powietrze most żelazny w pobliżu Jablanicy a sami kontynuowali ewakuację. Tito rozkazał rozmieścić na rzece drewniane kładki, które posłużyły do ewakuacji rannych i chorych. Na wieść o bitwie nad Neretwą i Ramą, pozostałe jednostki partyzanckie w całym kraju ruszyły do ataki na niemieckie formacje – celem tych akcji było zmuszenie Niemców do zaprzestania pościgu za ewakuowanymi Chorwatami. Wysadzano w powietrze tory kolejowe i mosty oraz organizowano zasadzki. Ewakuacja została zatrzymana po dotarciu nad Drinę. Na miejscu partyzanci stoczyli dwudniową bitwę z Włochami i partyzantami czetnickimi. Jugosłowianom udało się przepłynąć rzekę i zaatakować nieprzyjaciół z zaskoczenia. Po wygranej bitwie, ranni i cywile rozeszli się po wsiach a wojsko powędrowało w stronę wolnych obszarów.

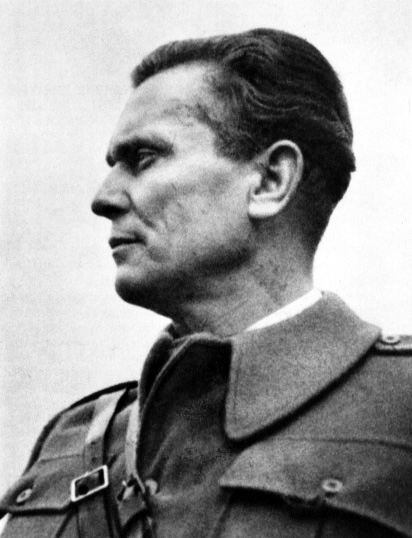
Broz Tito w 1942 roku

Żołnierze ranni pod Neretvą trafili do partyzanckiego szpitalu polowego w Čelebić.
Po tym gdy zakończyła się ofensywa Sztab Naczelny Tity rozkazał atak na zajmowane przez Niemców tereny w Macedonii oraz południowej Serbii (Kosowo). Niemcy zostali wyprzedzeni przez partyzantów i już w marcu zaplanowali kolejną ofensywę. Akcji nadano kryptonim „Schwarz”. Aby uniknąć strat część wojsk NOVJ przeniesiono na obszar Bośni a Naczelny Sztab ruszył do Tjentište i Zelengory. W trakcie ewakuacji Sztab Naczelny został zaatakowany przez piechotę przy wsparcie Luftwaffe i artylerii. Tito rozkazał aby wojska skupiły się w trójkącie pomiędzy Neretwą a Sutjeski. Do ataku na trójkąt przyłączyli się kolaboranci (w tej liczbie czetnicy, którym już w maju emigracyjny rząd królewski zabronił współpracować z okupantem), a także Bułgarzy oraz Włosi.
W połowie maja rozpoczęła się bitwa nad Sutjeską. Do walki z partyzantami przystąpiło 127 tysięcy żołnierzy Osi, partyzanci dysponowali raptem 19 700 ludzi. Początkowo planowano wycofać się do Bośni centralnej, lecz zwiady natknęły się tam na silne oddziały niemieckie. W ostateczności zdecydowano o koncentracji w dolinie Sutjeski. Na pomoc partyzantom przybyli brytyjscy oficerowie – major William Stuart i kapitan William Deakin. Najbardziej krwawe boje trwały od 6 do 8 czerwca. Po przełamaniu ofensywy, główne oddziały ewakuowały się do Sandżaku, oddziały te po przejściu na południu miały oczyścić dorgę dla rannych i KW Rady Antyfaszystowskiej. Broz na czele z częścią oddziałów przedostał się na północ w celu zwrócenia na siebie uwagi Niemców i jednoczesnego niedopuszczenia na szturm na Sandżak. Broz objął osobiste dowództwo nad Pierwszą Proletariacką Brygadą Szturmową. Brygada przełamała wrogie okrążenie 10 czerwca jednak w wyniku nalotu Niemców ranni zostali Deakin i Tito, a na miejscu zginął Stuart.
W bitwie na skutek masakr hitlerowskich zabitych zostało 1300 rannych partyzantów z Trzeciej Dywizji Proletariackiej. Niemcy zamordowali 30 lekarzy i 300 pielęgniarek. W boju zginęło 6000 żołnierzy NOVJ.
Opowieści o bitwie dotarły do państw koalicji alianckiej. Winston Churchill udzielił partyzantom większej pomocy finansowo-wojskowej. 27 czerwca do Głównego Sztabu NOVJ w Słowenii dostała się misja wojsk aliantów na czele z kanadyjskim majorem Williamem Johnsonem. Trzy dni po tym brytyjskie samoloty zrzuciły w Bośni ładunki z materiałami wybuchowymi i oddział komandosów. W tym czasie w Chorwacji, Słowenii i Bośni ulokowanych było 20 dywizji ruchu oporu.
W maju wprowadzono stopnie podoficerskie i oficerskie.

### Kapitulacja Włoch
10 lipca 1943 alianci zachodni lądowali na włoskiej wyspie Sycylii, a po serii porażek wojska włoskie szybko zaczęły się poddawać aliantom. Na wieść o inwazji na Włochy, wielu żołnierzy włoskich poddawało się partyzantom tylko po to aby wrócić do kraju. Broz wezwał tych żołnierzy do poddania się i przejścia na stronę ruchu oporu. Sytuację partyzantów poprawiły wydarzenia z 25 lipca – wówczas Wielka Rada Faszystowska zdymisjonowała dyktatora kraju Benito Mussoliniego a on sam został aresztowany.
Zaniepokojeni porażką Włoch Niemcy nakazali wysłanie na Bałkany Grupy Armii F.
W słoweńskiej Lublanie zorganizowano strajk generalny, który przerodził się w otwarte powstanie wyzwoleńcze. Tito przedstawił oddziałom włoskim w Słowenii dwa żądania: mają one zaprzestać zwalczania partyzantów i ruszyć do walki z nazistami lub też opuścić Jugosławię i przekazać broń oddziałom partyzantów.
Do Jugosławii z całej Europy napływały tysiące ochotników, a z miejscowych powoływano kolejne oddziały. Z wyzwolonej Wojwodiny przewożono do Bośni transporty zawierające odzież, leki czy żywność. Wszystkie te rzeczy przekazywane na rzecz ruchu oporu pochodziły z dobrowolnych darów ludności cywilnej przychylnej wobec partyzantów. Armia Tity coraz mniej przypominała partyzantkę a coraz bardziej regularne wojsko, Tito ustanowił nawet odznaczenia wojskowe – Bohatera Narodowego, Gwiazdę Partyzancką, Wyzwolenia Narodowego, Za Odwagę i Za Dzielność.
Wraz z kolejnymi porażkami sił Osi na stronę partyzantów przechodziły całe jednostki kolaboranckie. W Zagorju na stronę ruchu oporu wraz z oficerami przeszedł cały Varadzinski Pułk Artyleryjski. Ponadto coraz aktywniej włączali się ochotnicy – w Slawonii z ochotników z Czechosłowacji powstał batalion „Jan Žižka”, ochotniccy z Niemiec założyli batalion „Ernst Thälmann” a węgierscy „Sándor Petőfi”.
17 sierpnia w mieście Quebec w Kanadzie doszło do spotkania prezydenta USA i premiera Wielkiej Brytanii, na spotkaniu omówiona została sytuacja na Bałkanach. Ustalono nową inicjatywę mającą pojednać komunistów i czetników – obydwie armie miały walczyć tylko na kontrolowanym przez siebie rejonie. Wielka Brytania zdecydowała się na przesłanie Jugosłowianom 40 samolotów z zapasami broni.
Włoska armia skapitulowała 8 września. Oddziały partyzantów rozbroiły Włochów na terenie Słowenii przy czym nie obeszło się bez walk komunistów ze słoweńskimi faszystami z Białej i Błękitnej Gwardii. Na ogół włoscy dowódcy odrzucali propozycje przejścia na stronę Jugosłowian. W przeciwieństwie do dowództwa, zwykli żołnierze i niżsi oficerowie włoscy ochoczo przyłączali się do ruchu partyzanckiego i rozpoczynali walkę z Niemcami. Z włoskich ochotników utworzono batalion „Mateotti” oraz dywizję „Garibaldi”.

### Szósta ofensywa antypartyzancka

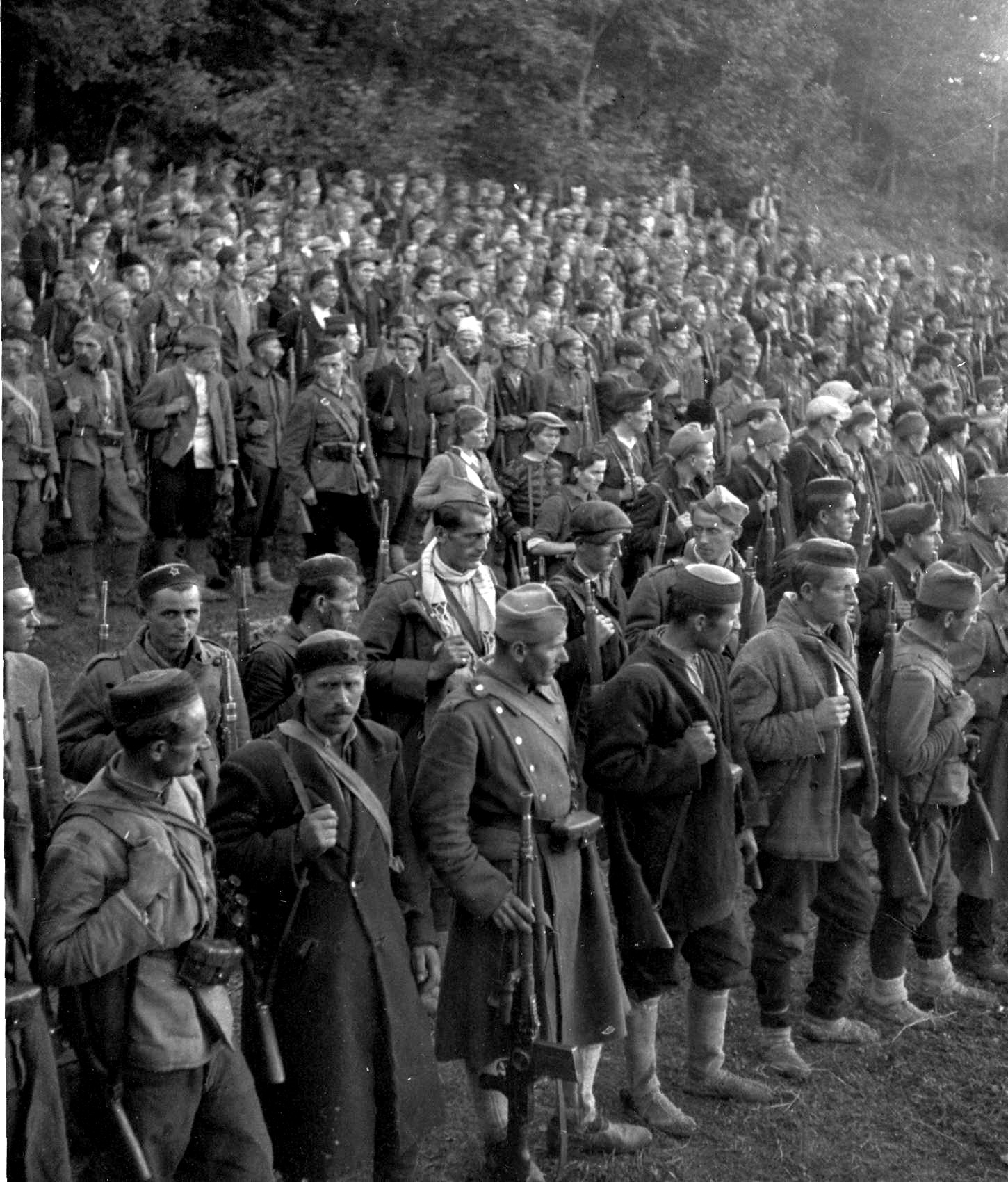
Żołnierze IV Brygady Proletariackiej Czarnogóry

Po kapitulacji wojsk włoskich w Słowenii powstało wolne terytorium. W regionach Primorju wybuchło powstanie narodowowyzwoleńcze. Wojsko jugosłowiańskie liczyło już dwadzieścia dywizji – 120 tysięcy partyzantów.
We wrześniu przeciwko partyzantom Niemcy posłali 60 tysięcy żołnierzy, w tym kolaborantów. Ofensywa rozpoczęła się 19 września, trwała ona aż do stycznia kolejnego roku. Ofensywa objęła tereny od Udine do Triestu, Lublany, Karlovaca i granicy z Chorwacją. Prawdopodobnie nowa ofensywa została zaplanowana i zatwierdzona przez samego Hitlera. Niemcom wbrew przewidywaniom ich dowództwa nie udało rozbić się partyzantki, która po kapitulacji Włoch przejęła dużą liczbę broni i zaopatrzenia.

#### Atak na kwaterę Tity
Od stycznia Broz przebywał w miejscowości Drvar w Bośni gdzie nawet odbył się II Kongres Zjednoczonego Związku Antyfaszystowskiej Młodzieży Jugosławii, znajdowała się siedziba KC, a także misji alianckich. Partyzanci dysponowali wówczas radiostacją „Slobodna Jugoslavija” (ukazywał też dziennik pod tą samą nazwą).
Już w kwietniu informowano o możliwym ataku na Drvar, do ochrony regionu wysłano więc trzecią brygadę 6. Dywizji Lickiej. Na początku maja alianci zniszczyli szybowce desantowe nadesłane przez Niemców. W Drvarze pozostawiano tylko liczący 300 partyzantów batalion ochrony Sztabu a resztę brygady oddelegowano. Jak się okazało był to celowy manewr Hitlera, który przewidział decyzję partyzantów i zdecydował o wysłaniu na Drvar silnej armii mającej zabić Titę. Za zabicie Tity odpowiadać miał Heinrich Himmler. Himmler przygotował atak wraz z Lotharem Renduliciem, któremu oddał swój 500 Batalion Strzelców Spadochronowych SS. Oddziały SS i grupy powietrznodesantowe wsparte miały zostać przez wojska czetnickie. Łącznie w ataku na Drvar uczestniczyć miało 40 tysięcy żołnierzy Osi.
Do szczegółowego poznania planów Tity, Niemcy wykorzystali dezertera z oddziału NOVJ. Według planu już po wylądowaniu desantu w celu zabicia lub pojmania Tity miało zostać wysłanych kilka grup, które miały również zdobyć dokumenty. Inna z grup zająć się miała rozbiciem radzieckiej misji wojskowej a jeszcze inne misją brytyjską i amerykańską. Kwaterę Tity zdobyć miała grupa SS-manów „Pantera”.
Operacja Rösselsprung rozpoczęła się 25 maja z samego rana, Tito do Drvaru przybył 24 na zorganizowane przez organizację młodzieżową obchody swoich urodzin. Zaskoczeni partyzanci dysponowali jedynie nielicznym garnizonem złożonym ze starszych partyzantów. Na korzyść partyzantów wpłynęło położenie terenu – kilka z samolotów rozbiło się na nierównościach a część z żołnierzy zginęła w katastrofie. Partyzanci nie stawiali oporu zamiast tego skryli się w pobliskich górach a marszałek wraz ze współpracownikami opuścił jaskinię, w której mieszkał. W tym czasie Niemcy mozolnie przeszukiwali miejscowość w poszukiwaniu dowódców partyzantki i alianckich doradców. Niemcy dowiedzieli się, w którą stronę wycofali się partyzanci i ruszyli za nimi w pościg. SS-manów zatrzymał oddział partyzantów jugosłowiańskich i polskich na czele z Aleksandrem Rankovićem. Aby załamać partyzantów SS-mani porwali z Drvaru grupę dziewcząt i ustawili je przed sobą jako żywe tarcze. W chwili gdy Niemcy zbliżyli się wystarczająco blisko do partyzantów, dziewczęta padły na ziemię a partyzanci ostrzelali SS-manów gradem kul, skutecznie rozbijając grupę prowadzącą pościg.
Na pomoc Drvarowi przybyła trzecia brygada 6. Dywizji Lickiej oraz uczniowie miejscowej szkoły oficerskiej. Odsiecz powiodła się a partyzantom udało się zabić większość SS-manów. Partyzanci wycofali się na rozkaz Tito po tym gdy w kierunku miasta Niemcy skierowali oddziały pancerne. Atak na Drvar okazała się dla hitlerowców jedynym w historii II wojny światowej nieudanym desantem powietrznym. Niemcy uzyskali olbrzymie straty – zginęło tysiąc żołnierzy a dwa tysiące zostało rannych, dla porównania Jugosłowianie stracili jedynie dwustu partyzantów a rannych zostało czterystu innych.
Jedynym sukcesem napastników okazało się zdobycie munduru Broza, który następnie został przedstawiony na wystawie w Wiedniu.

## Walki z czetnikami
Od 13 maja 1941 roku NOVJ musiała rywalizować z początkowo silniejszymi Królewskimi Wojskami Jugosłowiańskimi w Ojczyźnie generała Dragoljuba „Dražy” Mihailovicia.
Królewskie Wojska Jugosłowiańskie w Ojczyźnie cieszyły się poparciem Wielkiej Brytanii, USA i rządu Piotra II.
Tito początkowo uważał, że należy dojść z czetnikami do współpracy i zaproponował Mihailovićowi wspólne walki z Niemcami. 19 września i 27 października 1941 roku, Broz przeprowadził nieudane rozmowy z Mihailovićem. Po jednym ze spotkań grupa czetnickich oficerów próbowała samowolnie dokonać zamachu na lidera NOVJ, zamachowców powstrzymał Mihailović.
Polityka czystek etnicznych prowadzona przez czetników w Bośni i Wschodniej Dalmacji spowodowała brak poparcia dla tejże grupy ze stron Chorwatów i Muzułmanów. Kolaboracja czetników z Włochami w północnej Dalmacji i popełniane przez kolaborantów okrucieństwa w tym regionie (np. rzeź dokonana przez czetników w Gali, w której przedstawiciele tejże formacji zamordowali 200 chorwackich cywilów) spotęgowało wsparcie dla partyzantów Tity ze strony Chorwatów.

## Zakończenie wojny

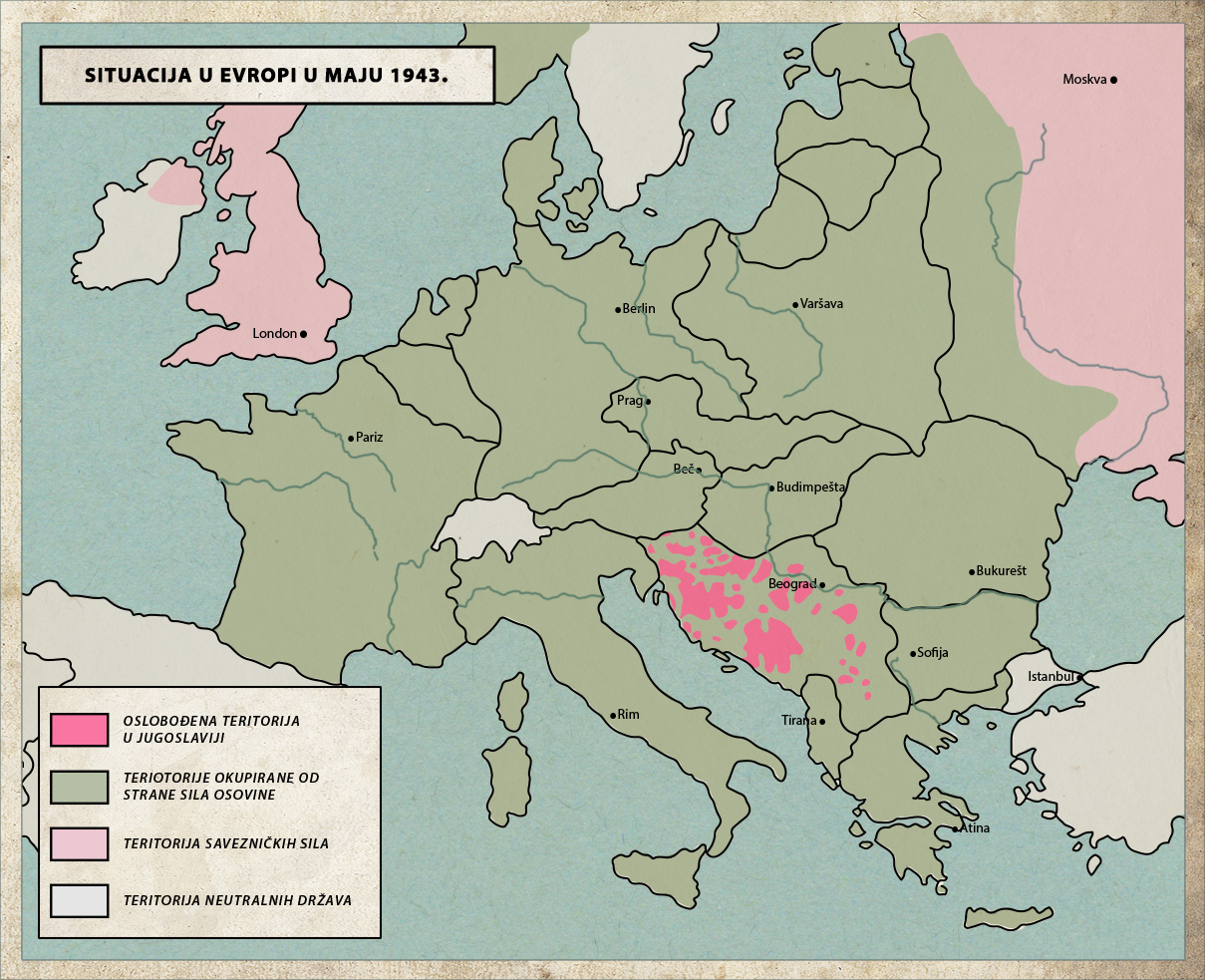
Wolne tereny w maju 1943 roku

Pod koniec lata 1944 roku Niemcy ponieśli dotkliwe straty na froncie wschodnim, a na stronę aliantów przeszło Królestwo Rumunii. Rozentuzjazmowani przywódcy ruchu oporu ruszyli do ataków na pozostałe w kraju siły okupacyjne często ponosząc przy tym dotkliwe straty w ludziach. Broz zaapelował do oficerów aby atakowali siły Osi w sposób bardziej rozważny, gdyż wojna może się przedłużyć, a nadmierne straty w ludziach nie są konieczne. 29 sierpnia Ivan Šubašić uznał, że jedynym dowódcą sił walczących z Niemcami jest marszałek Broz, w rezultacie Mihailović został zdymisjowany. Tito wykorzystał tę sytuację i ogłosił amnestię dla niektórych członków kolaboracyjnych formacji wojskowych w tym czetników czy domobranów. Warunkiem było przejście na stronę NOVJ. Ci którzy nie skorzystali z oferty, byli uznani za kolaborantów i często sądzeni przed trybunałami wojskowymi. W efekcie na stronę Tity przeszły całe oddziały z pełnym wyposażeniem.
Tito chcąc wyzwolić kraj przed wkroczeniem do niego Armii Czerwonej, nakazał niszczyć szlaki komunikacyjne oraz spotęgować walki z Niemcami. Marszałek, licząc na odwleczenie wkroczenia czerwonoarmistów na tereny kraju, poprosił ZSRR o dostarczeniu czołgów i zaopatrzenie, które miałoby zostać dostarczone poprzez Rumunię. 6 września w obliczu wejścia Armii Czerwonej do kraju Tito wydał rozkaz o nawiązaniu łączności ze stroną radziecką. Jak się okazało jeszcze tego samego dnia do Serbii wkroczył 3 Front Ukraiński.
Wraz z wyzwoleniem kraju, Šubašić zaproponował utworzenie nowego rządu komunistów i monarchistów. Jego pomysł poparł brytyjski minister spraw zagranicznych, który obawiał się, że Jugosławii może grozić wojna domowa.
9 września na stronę aliantów przeszło Carstwo Bułgarii, w którym doszło do powstania, w wyniku którego obalono tamtejszy reżim carski i utworzono rząd składający się z komunistów. Równocześnie Niemcy ewakuowali się z Grecji a partyzanci rozpoczęli ataki na wycofujących się żołnierzy w celu uniemożliwienia im zajęcia jugosłowiańskich obiektów.
Broz połączył dziewięć dywizji, które wspólnie ruszyły w stronę Belgradu zamienionego przez okupanta w twierdzę. Bitwa rozpoczęła się 14 września. Przeciwko Niemcom w szranki wkroczyły armie radzieckie i jugosłowiańskie w sile 55 tysięcy żołnierzy. Wojska niemieckie liczyły natomiast 30 tysięcy żołnierzy z 70 czołgami, samochodami pancernymi i 400 działami. Bitwa trwała sześć dni a wyzwolicieli wsparli cywile.
Część regularnego wojska musiała się wycofać z miasta i stanąć do walki z 30 tysięczną armią, która przyszła na pomoc garnizonowi. Dzięki wsparciu artylerii i czołgów Wehrmacht został rozbity a 20 października miasto było już wolne. W krwawej bitwie poległo tysiąc żołnierzy Armii Czerwonej i trzy tysiące żołnierzy Jugosławii. Z drugiej strony zginęło lub trafiło do niewoli aż 25 tysięcy Niemców, którzy w bitwie utracili poważne zapasy żywności i broń pancerną.
Jednym z ostatnich epizodów wojny były odwrót chorwackich kolaborantów do Austrii w celu poddania się wojskom brytyjskim nacierającym na północ do Włoch. Po ostrzałach armii jugosłowiańskiej duża część cywilów wróciła do domów uważając, że są traktowani przez ustaszy jedynie jako ludzkie tarcze. Do wycofujących się ustaszy dołączyły garstki słoweńskich żołnierzy domobrany (słoweńska policja kolaboracyjna) i czetników, a także oddziały Waffen-SS. 6 maja 1945 z Zagrzebia wycofał się rząd kolaboracyjny ustaszy a 7 maja dotarł w pobliże austriackiego Klagenfurt am Wörthersee. Choć Niemcy poddali się 8/9 maja tym samym formalnie kończąc wojnę w Europie, ustasze nie chcieli się jednak poddać, 14 maja tydzień po formalnym zakończeniu wojny zakończyły się walki między siłami Jugosławii a siłami kolaboracyjnymi znajdującymi się w Słowenii i w Austrii. Największym starciem była bitwa pod Poljaną, 14 maja, która zakończyła się zwycięstwem Jugosłowian i Brytyjczyków. Wojska NDH poddały się dzień później.
Już po wyzwoleniu partyzantkę przeorganizowano w Jugosłowiańską Armię Ludową (Jugoslavenska Narodna armija, JNA). Była ona wówczas czwartą najsilniejszą armią Europy. Większość stanowisk państwowych zajęli weterani partyzantki. W miejsce dotychczasowej Jugosławii utworzono nowe federacyjne i socjalistyczne państwo o nazwie Socjalistyczna Federacyjna Republika Jugosławii.

## Zbrodnie wojenne
Pod koniec wojny armia jugosłowiańska dopuściła się szeregu przestępstw na wziętych do niewoli jeńcach NDH, czy słoweńskich, czego symbolem stała się masakra w Bleiburgu. Liczba ofiar jest trudna do ustalenia, szacuje się ją na od 10 000 do nawet 80 000 ofiar. Zbrodni tych dopuszczała się nie tylko NOVJ, ale także jugosłowiańska bezpieka OZNA (Odjeljenje za Zaštitu Naroda, Oddział Ochrony Ludu), oraz wojska wewnętrzne KNOJ (Korpus narodne odbrane Jugoslavije, Jugosłowiański Korpus Obrony Narodowe) za wiedzą samego Josipa Broz Tity. Egzekucjom podlegali nie tylko zbrodniarze wojenni, czy umundurowani kolaboranci, ale także artyści, pisarze, dziennikarze, naukowcy, a nawet sportowcy, w jakikolwiek sposób powiązani z rządem chorwackim, czy słoweńskim. Jeńców najczęściej rozstrzeliwano, czego najsłynniejszym przykładem były masowe egzekucje w Kočevskim Rogu. Oddziały NOVJ dokonywały również mordów na kobietach i dzieciach, czego symbolem stały się kopalnie Pečovnik i Barbara, gdzie zamurowano tysiące osób żywcem, skazując na powolną śmierć z głodu, pragnienia i braku powietrza. Wewnętrzne sprawozdanie jugosłowiańskiego Ministerstwa Spraw Wewnętrznych (1949) stwierdzało, że w ramach ostatnich działań wojennych armia jugosłowiańska wzięła do niewoli 341 tysięcy osób, spośród których zmarło bądź zostało zabitych ok. 100 tysięcy osób.
Oddziały NOVJ dopuściły się także licznych zbrodni wojennych na włoskiej ludności cywilnej w Dalmacji i na Półwyspie Istria. Z powodów etnicznych w latach 1943-1946 zamordowano od 7 do 11 tysięcy Włochów, głównie cywilów, w tym kobiet i dzieci. Celem jugosłowiańskich komunistów było wypędzenie włoskiej ludności z tych terenów. Ofiary zrzucano do krasowych jaskiń zwanych fojbe. Nierzadko wiązano ze sobą, po czym zabijano pierwszą osobę, która spadając, pociągała za sobą pozostałych. Do jaskiń wrzucano też granaty, upewniając się, że nikt nie przeżył.

## Kontakty międzynarodowe

### Z innymi ruchami partyzanckimi
NOVJ nawiązała stosunki z partyzantami albańskimi (Armia Wyzwolenia Narodowego) – na terenie Kosowa podzielonego na Albańczyków i Serbów działały bowiem nieprzychylnie Jugosłowianom oddziały partyzanckie proalbańskie i wielkoserbskie (wzajemnie ze sobą walczyły). Doradcą wojskowym albańskich komunistów został Blažo Jovanović.
Na jesieni 1943 roku Tito utworzył Bałkański Sztab, na czele którego stanął. Sztab miał objąć dowództwo nad całym ruchem oporu w kraju. Tito wysłał do Macedonii, Metochii i Kosowa, Serba Svetozara Vukmanovicia Tempo mającego nawiązać kontakt z tamtejszym ruchem oporu i KPJ. Tempo zaproponował tamtejszym partyzantom uznanie Naczelnego Sztabu za jedynie dowództwo naczelne partyzantów na całych Bałkanach. Plan przyjęła większość dowódców, plan poparli Albańczycy natomiast Grecy stwierdzili że Sztab powinien mieć kolektywne dowództwo składające się z czterech komisarzy i komendantów. Tempo obiecał Grekom że Sztab wspomoże ich w walce przeciwko Brytyjczykom na wypadek gdyby ci chcieli zachować swoje wpływy w kraju. Prawdopodobnie Grecy zawiadomili o tej obietnicy rząd ZSRR, który natychmiast udzielił Ticie reprymendy. Broz nie chcąc utracić wsparcia alianckiego wysłał do Tempo depeszę, w której poinformował go o tym że nie jest on już jego pełnomocnikiem a Sztab nie zostanie powołany do życia.
W tym samym okresie podchwycił on projekt lidera Albańczyków, Envera Hodży, który zakładał utworzenie powojenne Federacji Bałkańskiej. Według powojennych wspomnień Tempo, plan obejmował utworzenie federacji obejmującej Grecję, Bałkany i europejską część Turcji w Europie. Prezydentem tworu miał zostać Josip Broz. Pomysł ten zarzucić miano po interwencji Wielkiej Brytanii.

### Z rządem królewskim na emigracji
Dopiero 12 września 1944 roku, Piotr II wezwał Jugosłowian do uznania rządu Tity i stwierdził, że „ci, którzy są przeciwnikami partyzantów, są zdrajcami”.

### Kontakty z ZSRR i Międzynarodówką Komunistyczną
NOVJ była krytykowana przez Komintern ze względu na odrzucenie frontu ludowego. Sam Tito uważał, że „Wynikająca z hiszpańskiej wojny domowej nauka, że należy budować od dołu nowy, rewolucyjny rząd, stała w centrum polityki prowadzonej wówczas przez KPJ”.
W czerwcu 1943 roku NOVJ wysłała do Międzynarodówki Komunistycznej telegram, w którym zażądała aby rząd ZSRR wycofał swoje poparcie dla czetników. Komintern odmówił jednak argumentując to tym że ZSRR nie mogło poddać krytyce lub zaprzestać wspierania sił lojalnych wobec rządu, z którym mają zawarty sojusz (chodziło o rząd królewski na emigracji). 21 czerwca wysłano kolejny telegram, w telegramie partyzanci czarnogórscy poinformowali o zdradzie i kolaboracji z okupantami prowadzonej przez czetników. 6–7 lipca treść telegramu została przedstawiona w radiu „Slobodna Jugoslavija”. 21 lipca przedruk telegramu umieszczony został w organie komunistów szwedzkich, „Ny Dag”. Po publikacji w Szwecji, przedruki ukazały się w gazetach obu Ameryk, Australii i w Nowej Zelandii (były to główne skupiska emigrantów jugosłowiańskich). Czetników skrytykował nawet biuletyn ambasady radzieckiej w Londynie.
Doszło do pierwszych starć na linii Tito-Stalin. NOVJ wbrew zaleceniom Stalina, odmówiła zawiązania przymierza z czetnikami a obie grupy niekiedy toczyły ze sobą zbrojne walki. Pod koniec 1943 roku, wbrew postulatom Stalina, zorganizowany przez ruch oporu parlament w praktyce proklamował republikę i powołał rząd tymczasowy. Sekretarz KW Międzynarodówki Komunistycznej, Dmytro Manuilśkyj, informował o tym że „Gospodarz Stalin jest niebywale wściekły. Uważa, że to cios w plecy ZSRR i decyzji podjętych w Teheranie”. Stalinowskie ZSRR nie chciało aby w Jugosławii czy w innym kraju doszło do rewolucji, według strategii Moskwy najpierw do danego kraju musiały wkroczyć oddziały Armii Czerwonej a dopiero później miała tam powstać władza komunistów – miał to być gwarant utrzymywania w tym kraju wpływów ZSRR.
3 sierpnia 1943 roku przedstawicielstwo ZSRR przekazało posłowi reprezentującemu rząd królewski na emigracji notę, w której poinformował, że czetnicy to kolaboranci nazistowscy.
Wczesną wiosną 1944 rozpoczęły się zrzuty radzieckie dla partyzantów titowskich. W ciągu całego 1944 r. Sowieci wykonali 1460 lotów z setkami ton broni, amunicji, materiaówych wybuchowych dla NOVJ.
28 września 1944 roku Tito podpisał umowę zezwalającą wojskom radzieckim na wkroczenie na terytorium Jugosławii w celu pokonania sił osi w północno-wschodnich obszarach Jugosławii. Pod koniec wojny partyzanci utworzyli regularną, liczącą 800 tysięcy żołnierzy armię. Wspomagani przez Armię Czerwoną partyzanci wyzwolili swój kraj w 1945 roku.

### Kontakty z zachodnimi aliantami

Samolot Handley Page Halifax brytyjskiego lotnictwa wspomagający partyzantów

We wrześniu 1944 roku Tito został uznany przez wszystkie rządy alianckie (w tym rząd królewski) za premiera Jugosławii.
5–6 sierpnia 1943 jugosłowiański rząd królewski na Jugosławii złożył noty protestacyjne skierowane przeciwko USA i Kanadzie – stwierdził w nich że tamtejsza prasa ciągle atakują [gazety] ministra i generała Draźę Mihailovicia. W ostatnich dniach grudnia, przedstawiciel ZSRR w rozmowie z Anthonym Edenem poruszył kwestię kolaboracji czetników z siłami faszystów.
11 stycznia 1943 roku Anthony Eden zażądał od rządu królewskiego na emigracji aby wymusił na czetnikach wstrzymania walk przeciwko ruchowi oporu i aby czetnicy wreszcie rozpoczęli walkę przeciwko wojskom Osi.
W kwietniu 1943 roku do Jugosławii przybyły trzy grupy komandosów kanadyjskich jugosłowiańskiego pochodzenia. Kanadyjczycy mieli zbadać doniesienia na temat kolaboracji czetników i wspomóc w walce wojska Tity. Wraz z komandosami do Jugosławii przybyli trzej przedstawiciele rządów USA i Wielkiej Brytanii.
Według depeszy Międzynarodówki rząd Wielkiej Brytanii zgodził się zorganizować przerzut brytyjskich ochotników do Jugosławii, wśród ochotników znaleźć się mieli m.in. działacze Komunistycznej Partii Wielkiej Brytanii.
Pierwszy brytyjski zrzut materiałów wybuchowych i opatrunkowych dla NOVJ miał miejsce 25 czerwca 1943 r. Łącznie Brytyjczycy, Amerykanie i Sowieci zrzucili 76 171 ton broni, amunicji, mundurów, materiałówych wybuchowych i opatrunkowych oraz innego sprzętu dla NOVJ.

## Lotnictwo i marynarka wojenna
W maju 1942 roku pojawiły się pierwsze samoloty partyzantów. Dwaj piloci – Rudi Čajavec i Franjo Kluz oraz mechanik Milutin Jazbec porwali z lotniska wojskowego samolot Potez XXV. Dzień, w którym porwano samolot, czyli 15 maja, po wojnie uznany został za święto lotnictwa Jugosławii.
W lecie 1942 utworzono marynarkę wojenną, pierwszą bazą ustanowiono w Podgorze a obok niej powstał też jej sztab. Flota na początku liczyła kilka łodzi ubrojonych w karabiny maszynowe. Łodzie zostały wykorzystane podczas walki o wyspy adriatyckie. Łodzie wykorzystano w czasie głośnej akcji ratowania mieszkańców wybrzeża dalmatyńskiego zagrożonego po włoskiej kapitulacji ofensywą Niemców. Tysiące cywili z ewakuowanych zostało do Brindisi skąd do Egiptu przetransportował ich polski statek „MS Batory”.

## Zasady panujące w NOVJ
Wprowadzono określone zasady, nie można było np. pić alkoholu, stąd też cywile mówili o tym, że partyzantów poznawano po tym, że nie cuchnęli rakiją jak czetnicy i ustasze. Wyjątkiem od tej reguły były ciężkie zimy, w które marszałek nakazywał rozdzielać alkohol pochodzący z zapasów zdobywczych.
Wprowadzono surowe kary za kradzieże w przypadku, gdy okradzeni zostali cywile. Złodziej-partyzant mógł być ukarany nawet i śmiercią.

## Kobiety w armii

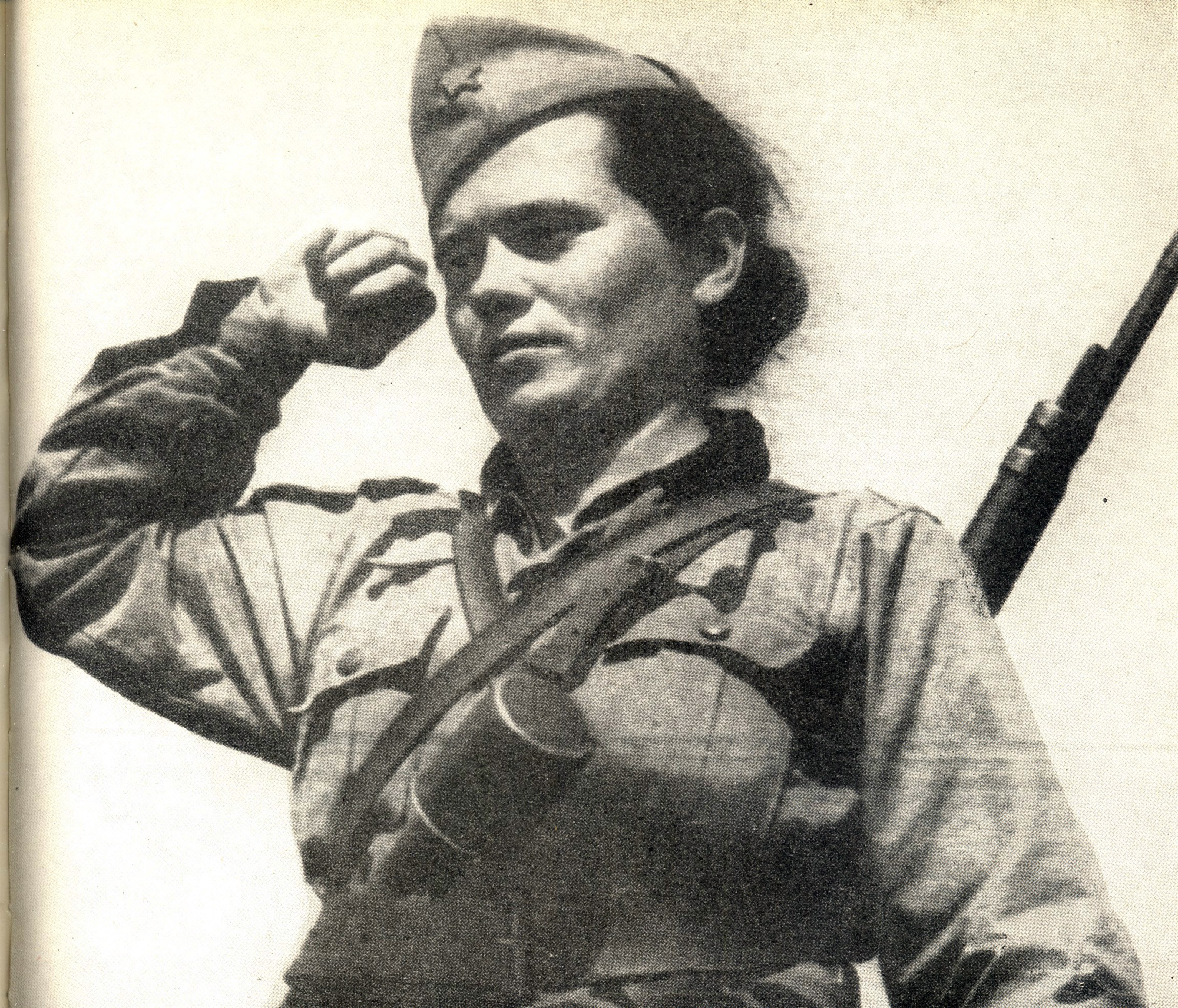
Nieznana z imienia i nazwiska żołnierka NOVJ

NOVJ, jako jedna z pierwszych formacji wojskowych w całej historii Jugosławii, na równych prawach przyjmowała kobiety. Lider partyzantki uważał, że kobiety nie walczą tylko przeciwko okupantom, lecz walczą też o równouprawnienie. Uprawianie seksu w czasie służby było zabronione, dlatego też w jednej jednostce nie mogła służyć para małżonków, zezwalano na flirty czy wzajemną miłość bez kontaktów seksualnych. Było to zgodne z tradycją ludową, według której czas wojny był czasem żałoby, w której stosunki seksualne były wstrzymywane.
Sam Ruch Wyzwolenia Narodowego Jugosławii twierdził, że wśród ludności cywilnej ma 6 000 000 zwolenników, a dwa miliony kobiet stanowiły bazę członkowską Antyfaszystowskiego Frontu Kobiet (AFŽ). AFŽ łączył walkę z okupantem z tradycją rewolucyjną. AFŽ zarządzał szkołami, szpitalami, a nawet samorządami. Około 100 000 kobiet współwalczyło z 600 000 mężczyznami w ramach NOVJ. Ruch, chcąc podkreślić swoje oddanie prawom kobiet i równości płci, w celu przyciągania partyzantek używał tradycyjnych bohaterek folklorystycznych.
Po wojnie kobiety powróciły do tradycyjnych ról płciowych, jednak Jugosławia była wyjątkiem, jeśli chodzi o historyczne upamiętnianie kobiet w ruchu oporu. Tradycja ta zanikła w latach 80., a następnie pamięć kobiet-żołnierzy zanikła.

## Stopnie wojskowe
Stopnie wojskowe do NOV i POJ wprowadzone zostały dopiero 1 maja 1943. Uprzednio stosowany był podział na dowódców i komisarzy poszczególnych formacji, podobnie jak w Armii Czerwonej między 1918 a 1935.
Wprowadzony w 1943 system stopni noszonych na rękawach prezentował się następująco (sposób oznaczania stopni zachowano w Jugosłowiańskiej Armii Ludowej do 1947):
Żołnierze:
| Oznaczenie na ramieniu         | brak oznaczenia  |                |                               |
| nazwa stopnia nazwa oryginalna | szeregowy Vojnik | kapral Desetar | młodszy sierżant Mlađi vodnik |

Podoficerowie:
| Oznaczenie na ramieniu         |                 |                                 |
| nazwa stopnia nazwa oryginalna | sierżant Vodnik | starszy sierżant Stariji vodnik |

Oficerowie młodsi:
| Oznaczenie na ramieniu         |                   |                          |                    |                 |
| nazwa stopnia nazwa oryginalna | chorąży Zastavnik | podporucznik Potporučnik | porucznik Poručnik | kapitan Kapetan |

Oficerowie starsi:
| Oznaczenie na ramieniu         |             |                          |                    |
| nazwa stopnia nazwa oryginalna | major Major | podpułkownik Potpukovnik | pułkownik Pukovnik |

Generałowie:
| Oznaczenie na ramieniu         |                             |                                           |                                    |
| nazwa stopnia nazwa oryginalna | generał-major General-major | generał-podpułkopwnik General-potpukovnik | generał-pułkownik General-pukovnik |

Naczelny Dowódca:
| Oznaczenie na ramieniu         |                                         |
| nazwa stopnia nazwa oryginalna | Marszałek Jugosławii Maršal Jugoslavije |

## Upamiętnienie
Według Vladimira Dedijera, ponad 40 000 dzieł poezji ludowej było inspirowanych partyzantką.